# 潘傑希爾河
34°39′N 69°42′E / 34.650°N 69.700°E

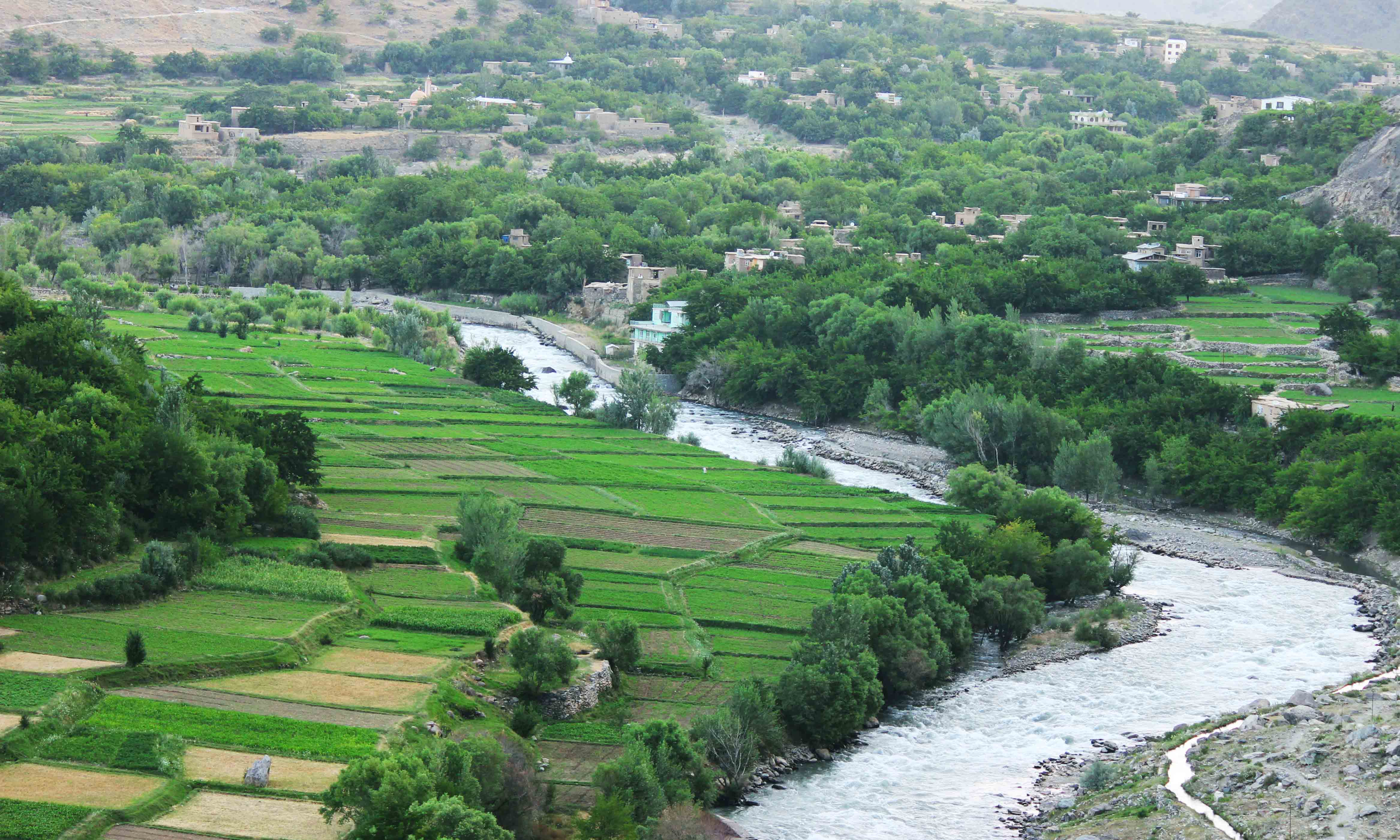
潘傑希爾河

潘傑希爾河（波斯語：‎），是阿富汗的河流，位於該國東北部，屬於喀布爾河的支流，發源自潘傑希爾省，河道全長230公里，平均流量每秒92.6立方米。